# Carolina Morales Farías
Carolina Morales Farías (Monterrey, Nuevo León, 28 de enero de 1917-?) fue una política  mexicana, miembro del Partido Revolucionario Institucional (PRI). Fue diputada federal de 1970 a 1973.

## Biografía
Realizó estudios básicos en Monterrey y de secundaria y carrera comercial en el Colegio La Paz de la misma ciudad, y contó con estudios de Trabajo social en Puerto Rico.
Laboró como trabajadora social en la entonces Secretaría de Agricultura y Ganadería; y fue secretaria de Acción Femenil de la Liga de Comunidades Agrarias y Sindicatos Campesinos de Nuevo León y del comité nacional de la Confederación Nacional Campesina (CNC).
Fue elegida diputada federal suplente por el Distrito 4 de Nuevo León a la XLIV Legislatura de 1958 a 1961, siendo titular Antonio M. Garza Peña y sin haber llegado a ejercer el cargo. En 1970 fue elegida diputada federal en propiedad por el Distrito 5 de Nuevo León a la XLVIII Legislatura de dicho año al de 1973. En ella fue integrante de la comisión de Artesanías; segunda del Ejido; y, de Zonas Áridas.